# Black-Out
A Black-Out Fonogram-díjas magyar rockegyüttes 1992-ben alakult Budapesten. A zenekar legsikeresebb korszaka az 1994-es Fekete-kék albummal kezdődött, amelynek a nagykiadós lemezszerződést is köszönhették. Az évtized végére az ország legnépszerűbb rockegyüttesei közé küzdötte fel magát a Black-Out. Ennek legfőbb bizonyítékai a lemezeladási listás helyezések, a nyári fesztiválokon elfoglalt főműsoridős kezdési időpontok és nagyszínpados fellépési lehetőségek voltak. A csapat lendületét megtörte az énekes Kowalsky 2007-es kiválása és hiába tért vissza három évvel később, azóta csak nosztalgiakoncertekre futja erejükből. Stúdióalbumot 2008 óta nem adott ki a Black-Out.

## Történet

### Fekete-kék(1992-1995)
A zenekart a békéscsabai származású Csányi-testvérek, a gitáros Szabolcs és a dobos Zoltán alapították a fővárosba költözésük után, Andrics László (ex-Triton, Mister X) basszusgitárossal és a Cathouse nevű glam csapat énekesével, Kowalskyval. Pár hónappal később, 1992 őszén már a Machine Mouse együttessel indultak országos turnéra, valamint rögzítettek egy négyszámos, angol nyelvű demófelvételt. A következő év májusában az Origó Stúdióban felvették a Black-Out első albumát, melyet aztán 1993 szeptemberében a basszusgitáros Andrics finanszírozásával adtak ki saját maguk, kazetta-album formájában. A kazettára tíz magyar nyelvű szám és bónuszként egy angol nyelvű dal került fel. A második album már a Bikini Stúdióban készült Németh Lojzi irányításával '94 októberében, mindössze három nap alatt.
A debütáló album változatos, színes zenei világához képest a Fekete-kék című új lemez jóval egységesebb lett, érezhető volt az aktuálisan legnépszerűbb rockzenei műfaj, a grunge, és az azt meghatározó amerikai együttesek, mint például a Pearl Jam hatása. Ehhez társultak az énekes, Kowalsky egyedi, kissé elvont dalszövegei. Az ismét saját kiadásban megjelentetett Fekete-kék hatására a Black-Out rajongótábora rohamosan nőni kezdett. 1995 elején jött ki a Black-Out Live című koncertfelvétel kazettán és VHS videón. Utóbbin teljes egészében látható volt az előző év szeptemberében, az E-klubban megtartott, a csapat kétéves szülinapját ünneplő koncert, az audiokazettára azonban mindössze hat saját dal, valamint egy Pearl Jam és egy Stone Temple Pilots feldolgozás fért fel. Év végén jelentette be a zenekar, hogy szerződést kötöttek a multinacionális Sony Music lemezkiadó hazai leányvállalatával.

### Sony/Epic-évek (1996-2000)
A harmadik Black-Out lemez felvételei 1996 elején zajlottak az egyik legnívósabb hazai felvevőhelyen, a Tom Tom Stúdióban. A márciusi megjelenést már komoly rajongótábor várta és ennek megfelelően a Fekete-kék album vonalát tovább vivő Esőnap az egyik emblematikus Black-Out lemez lett. A megjelenés hetében a 17. helyen nyitott a Mahasz Top 40-es lemezeladási listáján az album, és négy hétig szerepelt a rangsorban. A lemezről a slágerré vált Spirál és az akusztikus Ma… című dalokhoz forgatott videoklipet a csapat. Decemberben a Sony/Epic CD-n is megjelentette az addig csak kazettán kapható Fekete-kék albumot, bónuszként néhány dallal kiegészítve az első anyagról. Ugyanakkor Andrics László basszusgitáros, aki az együttessel párhuzamosan évek óta a Rocktükör tévéműsor stábjában dolgozott, a következő album felvételei előtt kilépett a zenekarból, mert a két elfoglaltságot már nem tudta összeegyeztetni. Utódja az akkor 18 éves Fehérvári Attila lett.
Az 1997 márciusában megjelent Ezüstkötet című album újabb mérföldkő volt a Black-Out történetében. Az előző lemez nagyrészt Kowalsky drogokkal összefüggő élményeiből, látomásaiból felépített világa után egy egészen más képet mutatott a negyedik nagylemez, köszönhetően az énekes megtisztulásának és a Krisna-hitre való megtérésének. A dalokat élőben, egyben feljátszva rögzítette a zenekar Jamie Winchester producer irányításával, akivel már az Esőnap korongon is együtt dolgoztak. A megjelenést követően április-májusban a Southern Special együttessel közös koncerteztek országszerte, majd  júniusban a Petőfi Csarnok színpadán tartott lemezbemutató koncerten egyúttal a Black-Out fennállásának 5. évfordulóját is megünnepelték. A lemezeladási listán a 13. helyen nyitott az Ezüstkötet, a következő héten pedig még feljebb lépett, egészen a 7. pozícióba, túlszárnyalva ezzel az Esőnapot. Ráadásul majdnem kétszer annyi ideig, 7 hétig maradt a Top 40-ben, mint elődje. Videoklipet az Álmok című dalhoz forgattak.
A Black-Out '98 márciusában újra országos turnéra indult.. Áprilisban megjelent a csapat addigi történetét feldolgozó Az út című VHS videókazetta klipekkel, interjúkkal, koncertfelvételekkel, backstage jelenetekkel. Hat év alatt közvetlenül az ország legnépszerűbb rockegyüttesei, a Tankcsapda, a Quimby, a Kispál és a Borz közé küzdötte fel magát a Black-Out, amelynek legfőbb bizonyítékai a nyári fesztiválokon elfoglalt főműsoridős kezdési időpontok és nagyszínpados fellépési lehetőségek voltak. Az őszi országjárást követően novembertől kezdődtek meg az ötödik nagylemez felvételei, ismét Jamie Winchester vezetésével, aki a lemez több dalában közreműködőként is játszott. Az 1999 áprilisában megjelent V.V.V. - Valaki vagy valami című album 11 teljes értékű dalból és négy átvezetőből álló, összefüggő történetet mesél el, melyet egy Kowalsky tollából származó húszoldalas novelláskötet formájában minden vásárló megkapott a CD és kazetta mellé. Ezen a lemezen mutatkozott be először dalszerzőként a dobos Csányi Zoltán, aki két dalt is hozott, amivel változatosabb lett a zenei anyag.
A Black-Out akkori népszerűségét jól mutatja, hogy a V.V.V. rögtön a 4. helyen nyitott a Mahasz lemezeladási listáján. Három hét után ugyan kicsúszott a Top 40-ből az album, de sikerült még egyszer visszakapaszkodnia rövid időre. Videoklipet először a Régi dal-hoz forgattak, majd később a lemezcímadó V.V.V.-hez. Áprilistól kezdve minden hétvégén koncertezett a zenekar, hogy az új dalokat élőben is bemutassa közönségének. A turné zárófellépése június végén a Junkies együttessel közös lemezbemutató koncert volt a fővárosban, a Petőfi Csarnok színpadán. Kisebb meglepetésre 2000 őszén három hazai prog-rock/metal zenekarral (Nemesis, After All, Stonehenge) indult turnéra a Black-Out.

### Szabadon (2001-2006)
Mivel a Sony Music kiadóval három lemezre kötött szerződésük lejárt, az együttes egy demót rögzített 2001 elején kiadókeresés céljából. Az új irányvonalat bemutató dalokban megjelentek az elektronikus zenei elemek és minden addiginál könnyedebb lett a hangvétel. Mivel az elképzelt irányvonal nem talált pozitív fogadtatásra, újabb dalokat írtak egy második demóhoz, melyen visszatértek a keményebb rockzenéhez, aminek meg is lett az eredménye. Az amsterdami székhelyű, holland 4Tune Records ajánlott szerződést a csapatnak. A zenekarból időközben egészségügyi okok miatt kikerült Fehérvári Attila, akit koncerteken a Stonehenge basszusgitárosa, Temesi Bertalan helyettesített. Az új lemez dalait az alapító hármas rögzítette a HSB Stúdióban, Hidasi Barna segítségével, aki az addig megszokottnál keményebb hangzást tett a dalok alá. A 2002 áprilisában megjelent, Szabadlábon című album legmagasabb pozíciója a 11. hely volt a Mahasz Top 40-es lemezeladási listáján, ahol összesen négy hétig tudott fennmaradni. A címadó Szabadlábon dalhoz nem sokkal a Wigwam klubban megtartott, novemberi, 10 éves jubileumi koncert előtt adtak ki videoklipet. A lemezről később az A Körúton dalhoz forgattak még klipet.
A Black-Out teltházas, tízéves szülinapi koncertjéről készült hangfelvétel több mint egy év huza-vona után, 2004 tavaszán jelent meg a Spirálgeneráció címet kapott koncertalbum formájában. A lemezt a csapat új kiadója, a hazai Hammer Records, illetve annak alkiadója, az Edge Records dobta piacra. A multimédiás dupla CD-n a koncert filmfelvételét tartalmazó, később megjelenő DVD-ből is kaptak ízelítőt, kedvcsinálót a rajongók. Szintén 2004 tavaszán az együttes megvált a basszusgitáros Temesitől és három év után visszatért Fehérvári Attila. A koncertezés mellett a Black-Out tagjai más zenei projektekben, együttesekben is részt vettek (például Kowalsky meg a Vega, Mantra, Roy & Ádám Trió), közben pedig írták az új album dalait. 2005 júniusában került sor a lemezfelvételre Nemes Csaba irányításával az Aquarium Stúdióban, és augusztusban meg is jelent a Radioaktív című korong. A lemez nyitódalához (Ragadozó) a videoklipet Valachi Attila (Slogan) készítette. A Radioaktív a Hammerworld magazin szeptemberi számában a Hónap Albuma lett, ismert nemzetközi produkciókat megelőzve. A lemez a 7. helyet szerezte meg a Mahasz Top 40-es rangsorában, de csak két hétig tudott a listán maradni, majd szeptemberben újabb két hétre visszatért. Nem tudni miért, de nem a lemez megjelenését követő évben, hanem a 2007-es Fonogram-szavazáson nyerte el Az év hazai modern rock albuma díjat a Radioaktív.

### Változások (2007-2010)
A zenekar 2007 elején, 15 év együtt zenélés után, némileg váratlanul bejelentette, hogy Kowalsky kilép a Black-Outból, mert másik együttesével, az 1999-ben alakult és egyre sikeresebb Vegával szeretné megvalósítani zenei elképzeléseit. Az énekes búcsúkoncertjére egyben a Black-Out megalakulásának 15 éves szülinapi bulijára a fővárosi Wigwam klubban került sor 2007 márciusában. A megmaradt trió ezután is tovább koncertezett, majd nyáron már az új énekessel, Csordás Róberttel (ex-Soundshine) álltak színpadra, novemberben pedig a Wigwamban megismételték a 15 éves szülinapi bulit, ahol régi tagok is tiszteletüket tették.
Az érdi Bakery Stúdióban rögzített nyolcadik Black-Out stúdióalbum 2008 novemberében jelent meg A szív diktál címmel, az Edge Records kiadásában. Nem csak énekesként, de szövegíróként is pótolni kellett Kowalsky-t, amire Csordás és a basszusgitáros Fehérvári vállalkozott. Az album mindössze egyetlen hetet töltött a Mahasz lemezeladási listáján, azt is a 19. helyen, ami a valaha volt leggyengébb teljesítményük volt a listán, pedig a CD mellé egy bónusz DVD-t is pakolt a kiadó a 2007 márciusi, wigwamos koncert felvételével. A szélesebb közönségnek szánt Radioaktív album után az A szív diktál lemezzel újra a keményebb megszólalás felé fordult a zenekar, amihez Csordás énekstílusa is jobban passzolt. Az Élni vagy félni című daluk videoklipjének premierje a következő évre csúszott át.
A csapat rajongótábora Kowalsky távozása után gyakorlatilag megfeleződött, ahogy arról Csányi Szabolcs beszélt egy interjúban. Az új énekest és nagylemezt a Tankcsapdával közös országos turnén mutatta be a Black-Out. A nyári fesztiválidőszak végén Csordás bejelentette, hogy távozik a zenekarból, búcsúfellépésére 2009 decemberében került sor. 2010 tavaszán aztán visszatért Kowalsky. A márciusi visszatérő koncerten minden rajongó a jegy mellé megkapta ajándékba a legutóbbi albumhoz csatolt bónusz DVD-t.

### Nosztalgiakoncertek (2011-től napjainkig)
Kowalsky prioritásai nem változtak meg attól, hogy újra csatlakozott régi zenésztársaihoz. Továbbra is a Vega maradt az elsődleges számára, és a Black-Out aktivitását a minimálisra redukálták. Csányi Szabolccsal kettesben akusztikus esteket tartottak, míg a teljes zenekart érintő hangos koncerteket gyakorlatilag csak kerek évfordulók kapcsán adtak. Ilyen volt 2013-ban a Black-Out megalakulásának 20. évfordulóját ünneplő koncert a Barba Negra klubban, amelynek koncertfilmje 20 év 20 dal címen a következő évben jött ki DVD-n.
2017 januárjában a Black-Out kiadója, az Edge Records az 1996 és 2022 között megjelent mind a négy nagylemezt újra kiadta CD-n. Korábban, 2006-ban már a Fekete-kék albumot is ők adták ki újra egy bónusz DVD-vel együtt, melyre felkerültek az addig csak VHS-en megjelent Black-Out videofilmek. 2017/4. hetében összesen hat Black-Out kiadvány szerepelt a Mahasz Top 40-es eladási listáján. Szintén 2017. januárban tartották a 25 éves szülinapi koncertet is, amelynek kép- és hangfelvétele 2019-ben került kiadásra. 2025 áprilisában a több mint harminc évvel korábban megjelent Fekete-kék album dalait idézte fel a csapat a budapesti Aquarium klubban adott dupla fellépéssel.
Stúdióalbumot 2008 óta nem adott ki a Black-Out.

## Tagok
Jelenlegi felállás
- Kowalsky (Balázs Gyula) – ének (1992-2007, 2010 óta)
- Csányi Szabolcs – gitár, vokál (1992 óta)
- Fehérvári Attila – basszusgitár (1997-2001, 2004 óta)
- Csányi Zoltán – dobok, vokál (1992 óta)

Korábbi tagok
- Andrics László – basszusgitár (1992-1996)
- Temesi Bertalan – basszusgitár (2002-2004)
- Csordás Róbert – ének (2007-2009)

## Diszkográfia
| Stúdióalbumok - Black-Out (1993) - Fekete-kék (1994) - Esőnap (1996) - Ezüstkötet (1997) - V.V.V. - Valaki vagy valami (1999) - Szabadlábon (2002) - Radioaktív (2005) - A szív diktál (2008) | Koncertalbumok - Live (1995) - Spirálgeneráció (2004) - XXV MMXVII (2019) Videofilmek - Black-Out Live (VHS, 1995) - Az út (VHS, 1998) - Spirálgeneráció (koncert, 2004) - 15 éves jubileumi koncert (2010) - 20 év 20 dal (koncert, 2014) - XXV MMXVII (koncert, 2019) |